# Competència lingüística per a la comunicació
Una competència lingüística per a la comunicació és qualsevol competència necessària perquè una persona pugui comunicar-se de manera eficaç per mitjà de la parla d'una llengua. Per a alguns autors, una persona competent comunicativament parlant ha de dominar certes competències de la llengua, com la lingüística, la sociolingüística, la discursiva i l'estratègica.
Està relacionada amb la competència lingüística i la competència comunicativa.

## Història
Fins als anys seixanta, la llengua s'havia considerat bàsicament com a matèria de coneixement, com un conjunt tancat de continguts que calia analitzar, memoritzar i aprendre: la fonètica i l'ortografia, la morfosintaxi i el lèxic de la llengua. La paraula clau que aglutinava aquests coneixements era gramàtica. La finalitat de classe de llengua era aprendre l'estructura de la llengua: la gramàtica. Saber llengua volia dir tenir molts coneixements cognitius d'aquesta mena i es demostrava fent determinades activitats gramaticals, com l'anàlisi sintàctica, la transcripció fonètica, els dictats, les conjugacions verbals, etc.
A partir dels anys seixanta, diversos filòsofs J. L. Austin, Searle; però també Wittgenstein força abans) comencen a posar èmfasi en l'ús de la llengua, en la seva funcionalitat i en el que s'aconsegueix utilitzant-la. Entenem la llengua com una forma d'acció o d'activitat que es realitza amb alguna finalitat concreta. La llengua és una eina múltiple, un instrument, que serveix per aconseguir mil i una coses: encarregar un dinar, comprar benzina, mostrar agraïment, queixar-se, protestar, saludar, demanar i donar informació, entre d'altres.
Cada acció lingüística amb què s'aconsegueix alguns d'aquests objectius és un acte de parla i consisteix en la codificació o descodificació d'un missatge oral o escrit. El conjunt dels actes de parla és el conjunt d'accions verbals que es poden realitzar amb una llengua i, també, constitueix el corpus d'objectius d'aprenentatge. Hi ha diverses classificacions d'aquests actes que s'agrupen per grans grups genèrics de funcions o objectius a aconseguir: demanar informació, excusar-se, saludar, acomiadar-se, entre d'altres.

## Filosofia
La paraula clau que defineix aquesta nova visió de la llengua i que s'oposa a l'anterior és ús o també comunicació. L'ús i la comunicació són el veritable sentit últim de la llengua i l'objectiu real d'aprenentatge, en què aprendre llengua significa aprendre a usar-la, a comunicar-se o, si ja se'n sap una mica, aprendre a comunicar-se millor i en situacions més complexes o compromeses. Així doncs, és important distingir entre el coneixement i l'ús de la llengua, així com l'aprenentatge d'un i l'altre.
També, és important aquesta distinció en el context sociolingüístic i especialment en el context social, ja que hi ha moltes implicacions transcendentals, tant en l'escola com en la societat. És a dir, la societat potser cada vegada sap més català, però no per això l'utilitza més. O un jove que a l'escola ha estudiat anglès durant molt de temps, però no sap parlar-lo, per tant, no es podria comunicar correctament perquè no domina bé el codi lingüístic de la llengua, i en aquest cas, no seria una persona competent, comunicativament parlant.

## Competències

### Gramatical
es caracteritza per la capacitat d'una persona per a produir enunciats gramaticals en una llengua; enunciats que respectin les regles gramaticals en tots els nivells del llenguatge: morfologia, sintaxi, fonètica-fonologia i semàntica. Per això, també s'anomena competència gramatical, ja que sempre s'ha conegut com la competència de la gramàtica tradicional. Aquesta competència és un coneixement implícit que un parlant té sobre la seva pròpia llengua i permet codificar missatges, comprendre'ls i jutjar sobre la seva gramaticalitat.
El concepte de competència gramatical va ser proposat per Noam Chomsky en la seva obra del 1957, en què relaciona el concepte de llengua amb competència i el concepte de parla amb actuació.

### Sociolingüística
es caracteritza per la capacitat d'una persona per produir i entendre adequadament expressions lingüístiques en diferents contextos d'ús.
Els factors de la competència sociolingüística són les situacions dels participants i la relació que hi ha entre ells, les seves intencions comunicatives, els esdeveniments comunicatius en què estan participant i les normes i convencions d'interacció que els regulen.

### Discursiva
és la capacitat de captar i/o produir texts amb sentit que es puguin percebre com un tot coherent i adequat a la situació i al tema. És a dir, és l'habilitat d'un individu per escollir un discurs adequat a les intencions i situació d'una manera eficaç.
Per tant, és important que:
Es tingui en compte la situació (posició social i relativa): Es faci referència a un tema, Coherència i Cohesió.
Fent referència a aquests últims dos punts, hem de dir que són la part fonamental de la competència discursiva. És important que hi hagi cohesió per tal de poder assumir el text com un conjunt de paraules i oracions (unitat lingüística) i, també, és indispensable la coherència, ja que permet la construcció de l'estructura textual i, per tant, podem atribuir-li un sentit clar al text.

### Estratègia de comunicació verbal
estratègies de comunicació verbal i no verbal que es poden utilitzar per a compensar deficiències provocades per limitacions i insuficiències i afavorir l'efectivitat de la comunicació.
Si definim estratègies aplicades a l'aprenentatge d'una llengua, podríem aplicar la definició que ens diu Rebecca Oxford (1990). Segons aquesta autora, les estratègies són accions concretes emprades per l'aprenent per a fer que l'aprenentatge sigui més fàcil, més ràpid, més agradable, més eficaç i més transferible a noves situacions.